# XII. Gergely pápa
XII. Gergely (1326 vagy 1327, Velence – 1417. október 18., Recenati) néven foglalhatta el a katolikus egyház legfőbb méltóságát a történelem 205. pápája. A nagy nyugati egyházszakadás utolsó olyan római egyházfőjeként próbálta meg vezetni az egyre mélyebb válságba süllyedő egyházat, akinek hatalmát még nem ismerte el az egész nyugati keresztény világ. A skizma felszámolása érdekében egyre nagyobb erőfeszítést tettek a világi uralkodók és a bíborosok is. Azonban a konklávén még békére esküdő kardinálisok Szent Péter trónján mindenről megfeledkeznek. Gergely sem volt kivétel ez alól, sőt pontifikátusának egyes döntéseivel annyira feldühítette a hozzá hű bíborosokat, hogy azok mind elpártoltak tőle, és Pisában újabb pápát választottak meg. Ez a nyugati egyház válságának mélypontja volt, hiszen a később a vatikáni listákon legitimként feltüntetett Gergellyel szemben két ellenpápa is uralkodott. XIII. Benedek Avignonban, míg V. Sándor Pisában.

## Életének kezdetén
1326 körül látta meg a napvilágot egy velencei palotában Angelo Correr néven. Szülei a Velencei Köztársaság egyik legbefolyásosabb nemesi családjához tartoztak, így az ifjú Angelonak sosem lehetett panasza neveltetésére. A vallásosságot gyakran a második helyre soroló velencei kereskedőcsaládok között felcseperedő Angelo későbbi jellemén is észrevehetők ezek a sajátságok. Mindenesetre teológiát tanult, majd az egyház szolgálatába állt. A család kapcsolatai révén hamar állást kapott a velencei pátriárka avagy bíboros hivatalában. 1380-ban Castello püspöke lett, majd 1390-ben Velence keleti politikájának nyomán IX. Bonifác pápa őt tette meg Konstantinápoly latin pátriárkájának. A Bizánccal való közeledés azonban hamarosan elhalt, és Angelo is hazatért Itáliába. VII. Ince udvarában apostoli titkár lett, majd Anconába utazott pápai legátusként. 1405-ben Ince a San Mareo-templom bíborosává szentelte fel. Ezzel ő is egyike lehetett annak a tizenöt bíborosnak, aki 1406. november 6-án a Vatikánba utazott Ince halálhírének hallatára. 

Az összeülő konklávé minden egyes tagja letette az esküt, miszerint ha őt választják meg a pápai trónra, vállalja, hogy az egyházszakadás felszámolása érdekében lemond a római székről, amennyiben az ellenpápa, XIII. Benedek is lemond hivataláról. Ezután a testület egyöntetűen Angelo bíboros mellett döntött, akit 1406. november 30-án választottak meg az egyház vezetőjének. Angelo felvette a XII. Gergely uralkodói nevet.

## Egy továbbszakadó egyház vezetője
Gergely megválasztása után azonnal kijelentette, hogy pontifikátusának legfőbb célja az egyházszakadás felszámolása lesz, és hogy mindenképpen meg akarja tartani a konklávén tett esküjét. A pápa valóban serényen neki is fogott az egyház szétzilált ügyeinek rendezéséhez, és követeket küldött Avignonba, hogy tárgyaljanak XIII. Benedekkel. Az ellenpápa örömmel fogadta Gergely küldötteit, és tekintettel a nagy nemzetközi nyomásra elfogadta Gergely javaslatát, hogy személyesen találkozzanak egy semleges területen. A tárgyalás időpontját 1407-re tűzték ki a liguriai Savona városában. De a két egyházfő békülékenységét nem mindenki nézte ölbe tett kézzel. A magánseregek élén Savonába érkező Benedek és Gergely hamarosan kettéosztotta a várost, és sokáig csak követeken keresztül beszéltek egymással. A pápa velencei rokonai és László, Nápoly királya mindenáron meg akarta akadályozni Gergely lemondását, ugyanis az pénzben és hatalomban is visszábbfogta volna őket. A feszültség a szemben álló pápák között végül Gergely visszavonulásához vezetett. A római pápa valószínűleg rokonai lebeszélésére állt el a végső tárgyalástól, de hivatalosan azzal indokolta döntését, hogy Benedek a tárgyalással minden bizonnyal csak tőrbe akarta csalni.
Gergely és Benedek pontifikátusa alatt Európa fontos változásokon ment keresztül, amelyek mindkét egyházfő pontifikátusának jelentős sarokpontjává vált. Már XIII. Benedek trónra emelésének idején, azaz IX. Bonifác római pápa idején egyre erősödött a szakadás felszámolásának igénye. Az egyházi reform szükségességére a két pápa savonai találkozójának meghiúsulása is felhívta a figyelmet. Az újító törekvések ezúttal nem a kolostorokból indultak el, hanem az egyetemekről, nevezetesen a párizsi egyetemről. A teológusok és doktorok hatalmuk csúcsát jelentette ez a kor. Az egyetemi felfogás leggyakrabban együtt járt a konciliarizmussal is, azaz az egyház rendi átszervezésének gondolatával. Az egyetemek oktatói azt hirdették, hogy a zsinatoknak is befolyással kell lenniük az egyház irányítására, tehát a pápa hatalmát a zsinatok alá helyeznék. A zsinati elv legismertebb korabeli hirdetője Jean Gerson volt, de a klérus sorai között is akadtak bíborosok akik elfogadták az egyetemi tanításokat. Végül az egyetem nyomására maga a francia királyi udvar is a kiegyezés pártjára állt. Ez azt jelentette, hogy a VII. Kelemen idejében régi fényében tündöklő Avignon, és benne XIII. Benedek elvesztette az egyik legfontosabb támogatóját, VI. Károly, francia királyt. Benedek mögött állt Spanyolország minden királysága, Portugália, Skócia és Orléans hercege is. De az 1407-es tárgyalások kudarca a francia udvart is szigorú tettekre sarkallta, és Károly a herceg meggyilkolása után megostromolta Avignont, ahonnan Benedeknek csak nehezen sikerült megszöknie, és előbb Provence majd a Pireneusi-félsziget nyújtott neki menedéket. Az egységtörekvések előremenetelét ezúttal a párizsi egyetem vette kezébe. Általánossá vált az a nézet, hogy az elviselhetetlen szakadást csak egy zsinattal lehet feloldani. Emögé nemcsak a világi uralkodók sorakoztak fel, hanem a bíborosok nagy része is. A kardinálisok buzgalmát valószínűleg az is táplálta, hogy nem akartak kimaradni az újraosztásból.
XII. Gergely a történtek után is szilárdan maga mellett tudta Rupert, német királyt, Luxemburgi Zsigmond, magyar uralkodót és Lászlót, Nápoly királyát is. De az egyházon belül jelentősen romlott megítélése, ugyanis a bíborosi kar helytelenítette Gergely visszakozását. A kialakult ellentétek megvitatására Gergely 1408. május 4-én Lucca városába hívta meg a bíborosait. Itt kiderült, hogy a pápa leginkább őrizet alatt akarja tartani őket, ugyanis Benedek menekülése után a legtöbb avignoni bíboros csatlakozott a zsinatot sürgető egyetemi csoporthoz. Mindezek ellenére Luccából hét bíboros is megszökött, és csatlakozott a zsinatiakhoz, akik 1409. március 25-én Pisába hívtak össze egy egyetemes zsinatot. A zsinaton egyik pápa sem jelent meg, noha meghívták őket, de huszonkét bíboros, négy pátriárka, nyolcvan püspök és még további száz püspök képviselője, 87 apát és több száz doktor, teológus és egyéb klerikus jelent meg a Pisai dómban. A gyűlést Baldassare Cossa bíboros vezette. A tanácskozás június 5-én a két pápa ellen lefolytatott per értelmében skizmatikusoknak, eretnekeknek nevezte mindkét pápát, és megfosztotta őket egyházfői méltóságuktól. A pápai trónt megüresedettnek nyilvánították, és a zsinat megválasztotta Milánó elaggott érsekét pápának, aki felvette az V. Sándor uralkodói nevet.

Az egyházszakadás megoldására összehívott zsinat csak egy részletben hibázott. Nem állította maga oldalára egyik nagyhatalmú világi uralkodót sem. Így Gergely az Aquileia közelében fekvő Cividale del Friuli városába hívott össze zsinatot, amelyen a krónikák szerint mindössze három bíboros jelent meg, és elítélte a pisai zsinat döntéseit. V. Sándor mögött tehát nem állt világi hatalom, mindössze Lombardia és az egyház támogatását élvezte a pisai egyházfő, aki hamarosan meghalt. Helyére a pisai kardinálisok megválasztották Baldassare Cossát, aki felvette a XXIII. János nevet.
Az egyházszakadás legsúlyosabb ágának felszámolása egyértelműen a konstanzi zsinathoz köthető. Az 1414. november 1-jére meghirdetett zsinat a nyugati egyházi gyűlések közül az első volt, amely valóban egyetemes jelleget öltött, hiszen a keresztény (nemcsak katolikus!) egyház legfőbb képviselői nagy számban jelentek meg a gyűlésen. Ezen kívül minden uralkodó és herceg legalább követek útján képviseltette magát a zsinaton. A gyűlésen először XXIII. János elnökölt, aki a pisai zsinat folytatásának nyilvánította a konstanzit. Az időközben meghalt Rupert helyett Luxemburgi Zsigmond volt a zsinat legfőbb alakja. A tárgyalások két fontos témakörre épültek, egyrészt a skizma megszüntetésére másrészt a hitelvi zavarok rendezésére, azaz Husz János tanaira. A megnyitó után elsőként az egyházszakadás felszámolásával foglalkoztak a küldöttek. Konstanzba érkezett Benedek legátusa is, és Gergely is követek útján vett részt a zsinaton. A követek Zsigmond utasítására ugyanolyan jogokat képviselhettek, mint János, aki előtt ekkor vált világossá, hogy a zsinat nem feltétlenül ismeri el őt legitim egyházfőnek. Ráadásul Gergely bejelentette, hogy hajlandó lemondani az egyházfői trónról, amelyet a közel kilencvenéves egyházfő 1415. július 4-én meg is tett. Ezzel Gergely hatalmas lépést tett az egyházszakadás felszámolására, amelyet a konstanzi zsinat nagyrészt fel is oldott 1418-as zárása előtt.
Gergely lemondását a pápa követe Malatesta Károly jelentette be, amelyet a zsinat elfogadott. Cserébe a bíborosi testület elismerte a Gergely által kinevezett bíborosokat, ezzel elsimítva a velencei bíborosrokonok heves tiltakozását is. A zsinat egyúttal XII. Gergelyt Porto püspökének és Ancona legátusának nevezte ki. Gergely élete hátralevő részét Anconában töltötte szent nyugalomban- ahogyan a források fogalmaznak. 1417-ben halt meg.

## Művei
- Documenta Catholica Omnia (latin nyelven). (Hozzáférés: 2011. december 6.)